# Meisenastrild

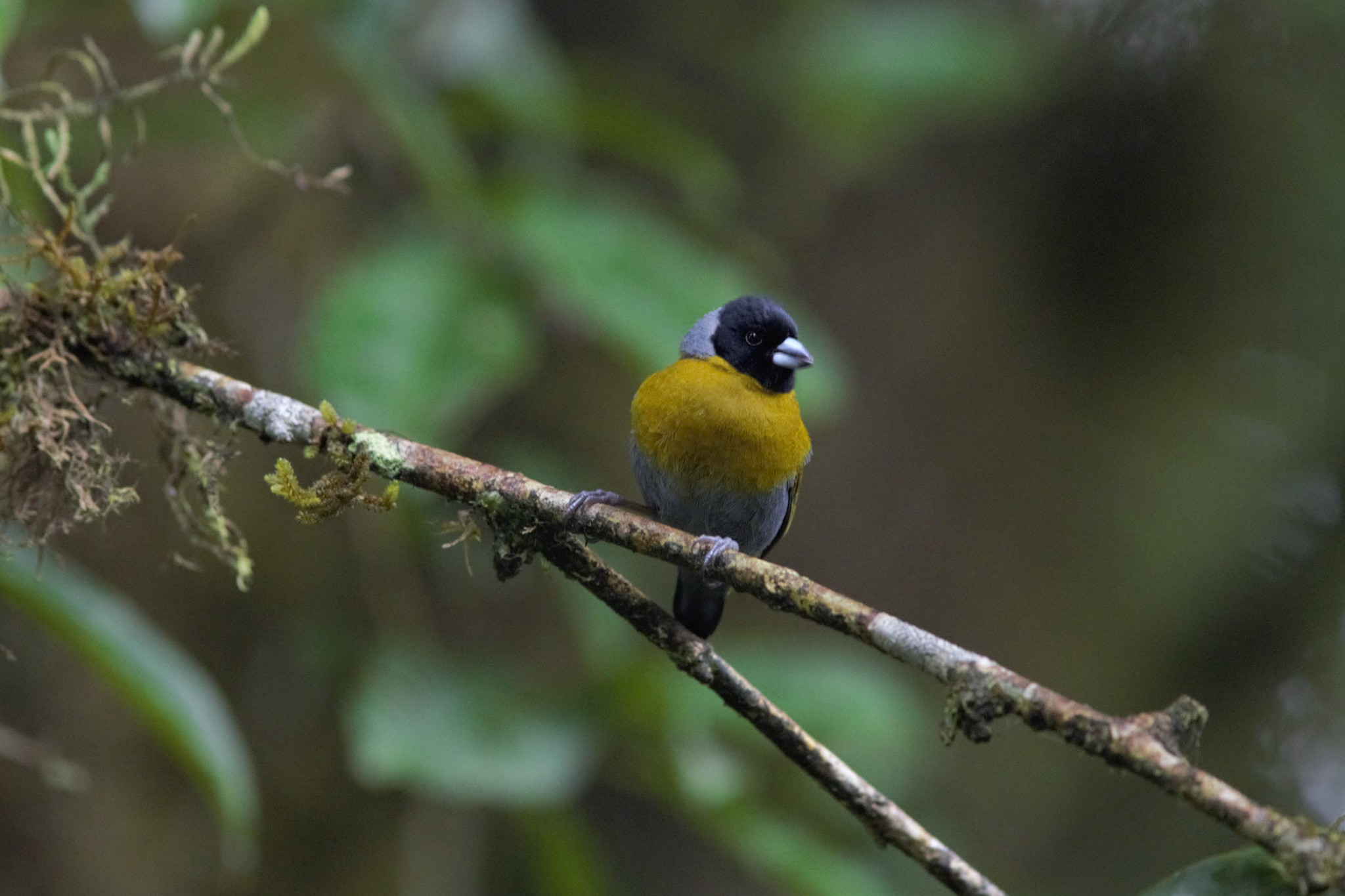
Meisenastrild

Der Meisenastrild (Nesocharis shelleyi), auch Shelleys Olivastrild genannt, ist eine afrikanische Art aus der Familie der Prachtfinken. Neben der Nominatform Nesocharis shelleyi shelleyi Alexander, 1903, wurde eine Unterart beschrieben: Nesocharis shelleyi bansoensis Bannerman, 1923.

## Beschreibung
Der Meisenastrild erreicht eine Körperlänge von acht Zentimeter und ist damit eine der kleinsten Prachtfinkenarten. Die Körpermasse beträgt lediglich zwischen sechs und neun Gramm.
Die Männchen der Meisenastrilde haben einen schwarzen Kopf und eine schwarze Kehle. Im Nacken ist ein breites blaugraues Band. Der Rücken und die Flügeldecken sind sienafarben, das an Bürzel und auf den Oberschwanzdecken gelblicher wird. Die Schwingen sind schwärzlich mit goldgrünen Säumen. Die inneren Armschwingen sind olivgelb, die Steuerfedern schwarz. Die Brust ist dunkel orangegelb und der Unterkörper ist dunkel blaugrau. Die Weibchen unterscheiden sich von den Männchen vor allem durch die andere Brustfärbung: Bei ihnen ist die Brust blaugrau statt dunkel orangegelb.

## Verbreitung und Lebensraum
Meisenastrilde kommen verglichen mit anderen Prachtfinkenarten nur in einem kleinen Gebiet vor. Ihr Verbreitungsgebiet erstreckt sich von der vor der Küste Kameruns gelegenen Insel Bioko entlang dem Cross River bis in die hohen Gebirgszüge Kameruns und den Gashaka-Gumti-Nationalpark im Osten Nigerias. In den Gebirgen Nigerias sind sie häufige Vögel und kommen bis in Höhenlagen von 2.100 Meter vor.  Die Nominatform ist auf die Insel Bioko und den Kamerunberg beschränkt. Dort sind sie häufig, der Meisenastrild wird wegen seines unauffälligen Erscheinungsbildes aber häufig übersehen. Die Unterart Nesocharus shelleyi bansoensis kommt im Manenguba-Gebirge und im Bamenda-Banso-Hochland vor.

## Lebensweise
Meisenastrilde kommen paarweise und in kleinen Schwärmen hauptsächlich im Bergwald vor. Die Höhenverbreitung reicht auf der Südseite des Kamerunbergs bis auf 2.100 Höhenmeter. Auf Bioko kommt er in niedrigeren Lagen vor als auf dem afrikanischen Festland und tritt auch in Plantagen auf.
Der Meisenastrild baut nicht selbst, sondern nutzt alte Nester anderer Vogelarten wie beispielsweise des Schwarzbauchwebers und des Goldschwingen-Nektarvogels. Das Gelege besteht in der Regel aus drei weißschaligen Eiern. Die Brutzeit beginnt nach dem Ende der Regenzeit, so dass Meisenastrilde am Kamerunberg beispielsweise im Zeitraum November bis Februar brüten. Die Nahrung besteht aus Insekten und kleinen Sämereien.

## Haltung
Die ersten Exemplare an Meisenastrilden wurden vermutlich 1929 in Europa eingeführt. Der nächste gesicherte Import ist erst für das Jahr 2001 belegt. Nach den Pflegeberichten nahmen Meisenastrilde über einen sehr langen Zeitraum nur Mehlwürmer und lediglich vereinzelt auch Ameisenpuppen als Nahrung an, erwiesen sich aber als zutraulich und lebhaft.

## Belege

### Einzelbelege
1. ↑   Fry et al., S. 265
2. ↑   Nicolai et al., S. 44
3. ↑   Nicolai et al., S. 45